# グレンデールのホウィック男爵
グレンデールのホウィック男爵（英語: Baron Howick of Glendale）は、連合王国貴族の男爵位。ベアリング財閥の一門で植民地行政官のイヴリン・ベアリングが1960年に叙されたのに始まる。

## 歴史

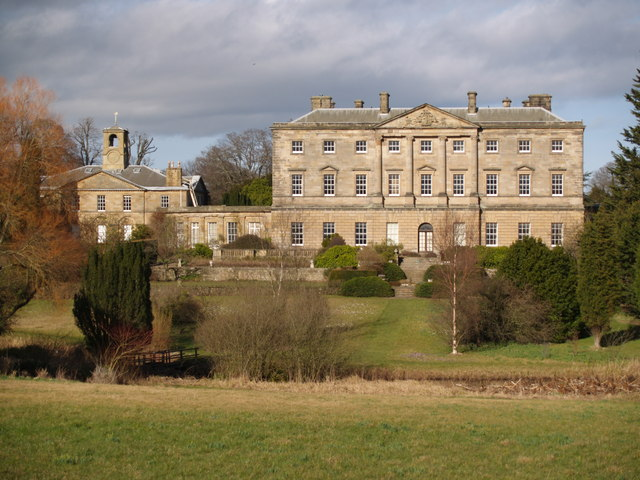
本邸のホウィック・ホール

初代クローマー伯爵イヴリン・ベアリングの三男チャールズ・イヴリン・ベアリング(1903-1973)は、第5代グレイ伯爵チャールズ・グレイの娘メアリー・セシル・グレイと結婚したため、グレイ伯爵家の本邸だったホウィック・ホールを彼女とともに相続した。また彼は南ローデシア総督(在職1942-1944)やケニア総督(在職1952-1959)など植民地行政官職を歴任した。その功績で1960年2月8日の勅許状によって連合王国貴族ノーサンバーランド州ホウィックにおけるグレンデールのホウィック男爵（Baron Howick of Glendale, of Howick, in the County of Northumberland）に叙された。
初代男爵の死後、その一人息子であるチャールズ・イヴリン・ベアリング(1937-)が2代男爵を継承した。2016年現在も彼が当主である。
本邸はノーサンバーランドにあるホウィック・ホール。家訓は「好意をもって国王を守れ（De Bon Vouloir Servir Le Roi）」

## グレンデールのホウィック男爵 (1960年)
- 初代ホウィック男爵チャールズ・イヴリン・ベアリング（英語版） (1903–1973)
- 2代ホウィック男爵チャールズ・イヴリン・ベアリング（英語版） (1937-)
  - 法定推定相続人は現当主の息子デイヴィッド・イヴリン・チャールズ・ベアリング (1975-)